# Tischabendmahl
Das Tischabendmahl ist eine Form des Abendmahlsgottesdienstes, bei der die Tischgemeinschaft (communio) betont wird. In der katholischen Liturgie nennt man solche Formen Tischmesse.

## Tischabendmahl

### Neues Testament und Alte Kirche

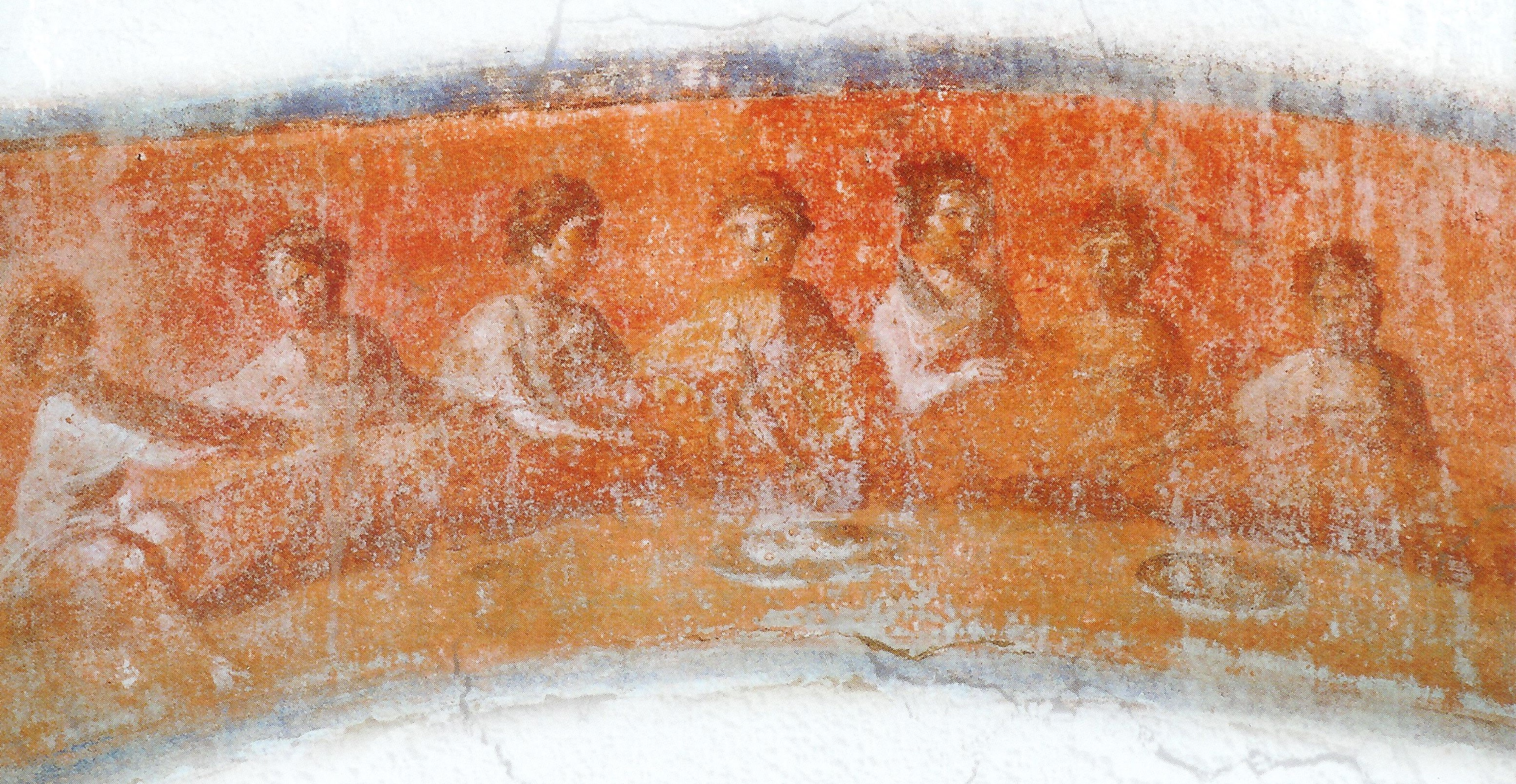
Bankettszene (Priscilla-Katakombe)

Wenn sich die Christen in den ersten Jahrhunderten zu gemeinsamen Mahlzeiten mit religiösem Charakter trafen, so war dies für die Zeitgenossen nichts Ungewöhnliches. Isis- und Mithrasanhänger richteten Kultmähler aus, zum städtischen Vereinswesen gehörten Mahlzeiten der Mitglieder, die auch ein kultisches Element hatten. Von dem Gastgeber eines solchen Vereinsmahls konnte erwartet werden, dass er Brot, Wein, Öl (für die Beleuchtung, wenn man sich abends traf) und warmes Wasser (zum Verdünnen des Weins) bereitstellte. Das Mahl der Christen hatte zwei Teile: der Dank an Gott mit Brot und Wein (Eucharistie) und das Sättigungsmahl (Agape); beides war aber in der Anfangszeit so wenig getrennt, dass schwer zu entscheiden ist, ob in den Quellen gerade von einer Eucharistie oder von einer Agape die Rede ist. Hartmut Leppin betont, dass die Christen in den ersten Jahrhundert gar nicht die Möglichkeit hatten, aufwändige Liturgien zu feiern. „Die Räumlichkeiten waren bescheiden, die Ausstattung improvisiert, die Rituale wenig komplex.“
Das Sättigungsmahl stellte die Christen vor das Problem, wie sie mit den sozialen Unterschieden in ihrer Gruppe umgehen wollten. Denn in antiken Vereinen brachten die Mitglieder oft ihre eigenen Speisen mit, was für die Christen also nahelag, aber womöglich die einen darben ließ, während die andern schlemmten. Paulus kritisierte die in Korinth anscheinend übliche Praxis, bei den christlichen Zusammenkünften „Privatmahlzeiten, Teilbankette“ abzuhalten: Tischgruppen, an denen sich soziale Hierarchien ablesen ließen (1 Kor 11,20–22 ). Aber er schlug nicht etwa vor, alle vorhandenen Speisen unter den Anwesenden gleichmäßig zu teilen. Die Wohlhabenden sollten vielmehr ihre guten Speisen zuhause verzehren und nicht vor den Augen der ärmeren Gemeindeglieder. Gleichheit wurde nicht über Umverteilung erreicht, sondern über die Reduktion der Speisen beim christlichen Sättigungsmahl.
Tertullian († nach 220) hielt es für problematisch, dass manche christliche Mahlfeiern nicht asketisch genug seien: „Bei dir brodelt die agapé in den Kochtöpfen, der Glaube dampft in der Küche, die Hoffnung liegt auf den Tellern.“ Eine Möglichkeit, in der Antike Rufschädigung zu betreiben, war, der betreffenden Gruppe ein abstoßendes Essverhalten zu unterstellen. Da Christen als gesellschaftlich schlecht integrierte Gruppe solchen Verdächtigungen ausgesetzt waren, reagierte Tertullian, indem er das christliche Sättigungsmahl als harmonische, nüchterne und intellektuelle Zusammenkunft stilisierte:

„Man geht nicht eher zu Tisch, als bis man des Gebetes zu Gott verkostet hat, man ißt so viel, als Hungrigen genügt, man trinkt so viel, als züchtigen Leuten dienlich ist. […] Wenn die Hände gewaschen und die Lichter angezündet sind, wird jeder aufgefordert, vorzutreten und Gott Lob zu singen. […] Ebenso bildet das Gebet den Schluß des Mahles. Von da geht man auseinander […] wie Leute, die nicht so sehr ein Mahl, als vielmehr eine Lehre verkostet haben.“

### Reformationszeit

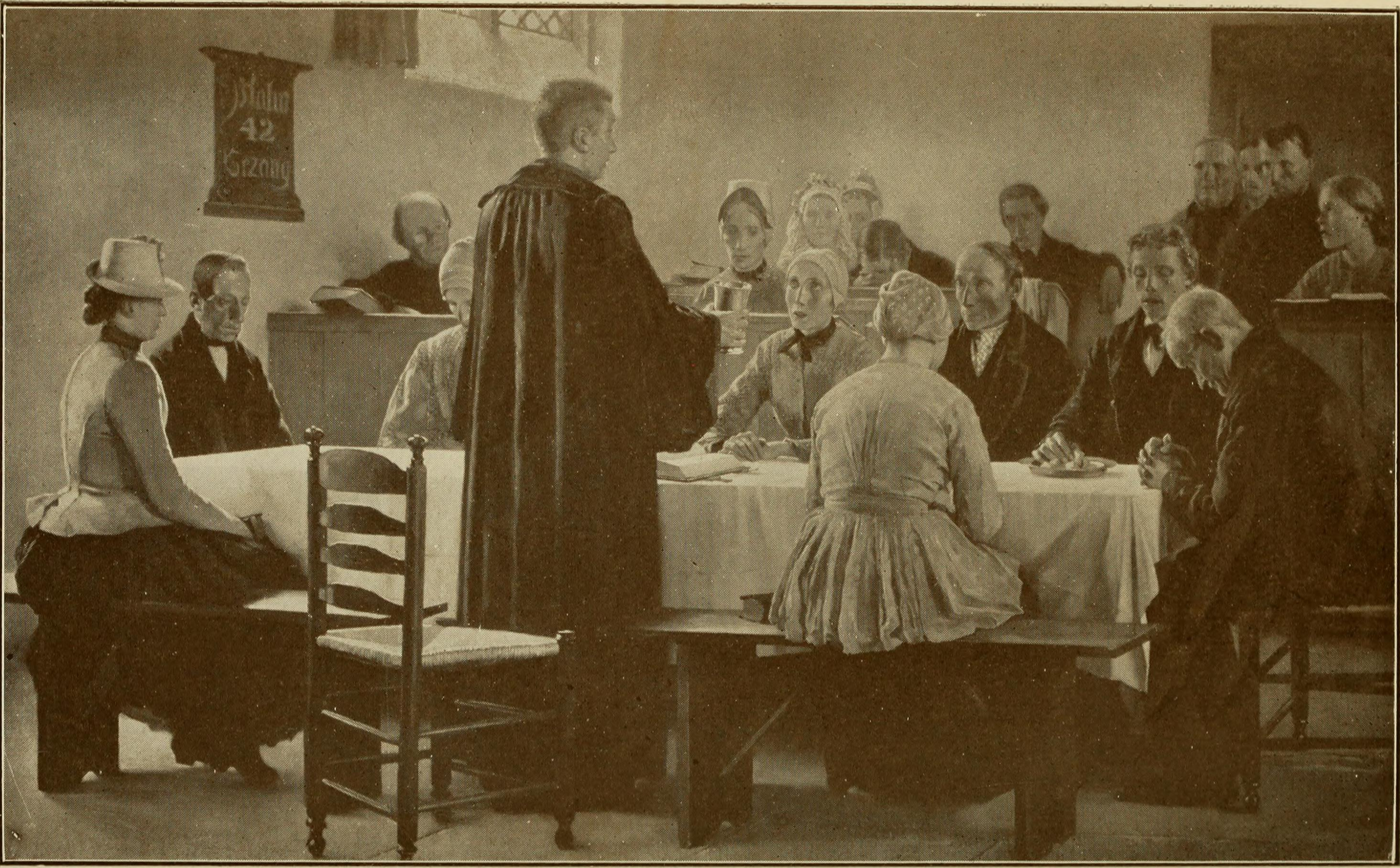
Reformiertes Tischabendmahl (Gari Melchers: The Communion, Cornell University, Ithaca)

In der Reformationszeit gab es verschiedene Versuche, das Abendmahl gemäß der Einsetzung durch Jesus Christus zu feiern: schlichte Schüsseln und Trinkgefäße aus unedlen Materialien, der Tisch anstelle des Altars im Zentrum der Feier. Schon Huldrych Zwingli ließ 1525 eigens für die Abendmahlsfeier einen Tisch aufstellen; allerdings blieben die Gemeindeglieder an ihren Plätzen, und Brot und Wein wurden in hölzernen Schüsseln und Kelchen umhergetragen und unter den Kommunikanten weitergereicht. Das biblische Vorbild war das Gleichnis vom großen Gastmahl.
Johannes a Lasco schuf für die reformierte Flüchtlingsgemeinde in London 1550 eine Abendmahlsordnung (Forma ac ratio), in der das Konzept des Tischabendmahls konsequent umgesetzt ist:
- Gruppenweise setzten sich die Gemeindeglieder an den mit einem Leinentuch gedeckten Abendmahlstisch, und zwar zunächst die Männer, dann die Frauen.
- Der ebenfalls am Tisch sitzende Pfarrer sprach den Segen über Brot und Wein.
- Brotschüsseln aus Zinn und Trinkgefäße aus Glas reichten die Kommunikanten einander weiter.
- Gemeindeälteste assistierten bei dem Mahl, indem sie Brot nachfüllten und Wein nachschenkten.

Diese Feier fand einmal jährlich statt, und zwar für die niederländische Gemeinde am ersten Sonntag im Januar, für die französische Gemeinde am ersten Sonntag im Februar. Die Diakone verteilten die Reste von Brot und Wein nach dem Ende der Feier an die Armen. Die Besonderheit von a Lascos Abendmahlsordnung ist, dass die Kommunikanten nach biblischem Vorbild saßen, während sie sonst bei lutherischen, reformierten oder anglikanischen Gottesdiensten Brot und Wein kniend oder stehend empfingen.

### 20. Jahrhundert
Bereits im Allgemeinen Evangelischen Kirchengesangbuch von 1955 fand sich eine schlichte Ordnung des Tischabendmahls „nach der Weise der Brüdergemeinde“, das eine häusliche Feier nach dem Vorbild der Urgemeinde beschrieb, mit gewöhnlichem Brot und Wein in Krug und Bechern. Ein Sättigungsmahl (Agape) könne sich anschließen.
Weitere Impulse erhielt die heutige Feier des Tischabendmahls von liturgischen Experimenten in der Berneuchener Bewegung (Tischmesse) und durch das Feierabendmahl, wie es erstmals, quasi experimentell, auf dem Kirchentag in Nürnberg 1979 und mit den Erfahrungen aus diesem Gottesdienst dann auf dem Hamburger Kirchentag 1981 gefeiert wurde.
Karl Bernhard Ritter veröffentlichte als Ältester der Evangelischen Michaelsbruderschaft 1961 die Agende Die Eucharistische Feier, die Liturgie der evangelischen Messe und des Predigtgottesdienstes. Sie enthält eine Ordnung des Tischabendmahls. Vorgesehen ist der festlich mit weißem Leinen, Kerzen und Blumen gedeckte Tisch (auch in einem Privathaus), wobei der Liturg am Kopfende der Tafel seinen Platz hat. Vor ihm stehen Gefäße mit Brot und Wein, von einem Velum verhüllt. Zu beiden Seiten des Liturgen sitzen zwei Assistenten, die auch als Vorbeter mitwirken. In etwas vereinfachter Form übernahm die Evangelische Kirche von Kurhessen-Waldeck diese Ordnung 1969 in den Entwurf ihrer Kirchenagende. Damit war der Schritt von der Liturgie einer Bruderschaft in den Raum einer Landeskirche vollzogen. Albrecht Peters sah ein „ungezwungenes Ineinander von Gebet, Lied, Gesamtgespräch und Einzelgespräch, Stille und Essen“ als Ideal, vermutete aber zugleich, dass ähnliche Probleme wie zur Zeit des Paulus in Korinth neu auftreten könnten.
Das 1999 eingeführte Evangelische Gottesdienstbuch enthält Gestaltungshinweise für das Tischabendmahl, das an frühchristliche Traditionen anknüpft und „in offener Form, angelehnt an die Struktur von Grundform II“ gefeiert werden soll. „Einsetzungsworte und Austeilung werden (nach dem Vorbild Martin Luthers) derart miteinander verbunden, dass der Empfang von Brot und Wein jeweils nach dem entsprechenden Teil der Einsetzungsworte folgt.“

### 21. Jahrhundert
Die Agende Passion und Ostern der VELKD (2011) enthält Hinweise zur Gestaltung eines Tischabendmahls sowie zwei ausgeführte Liturgien des Abendmahls am Gründonnerstag, die beide für das Tischabendmahl geeignet sind. Stets werden Abendmahl und Abendessen deutlich getrennt. Vorzugsweise sollten auf dem Tisch zunächst nur die Abendmahlsgeräte und kein Essen stehen. Nach Abschluss des Abendmahls werden dann weitere Speisen aufgetischt. „Wie im biblischen Bericht lässt sich auch der Brotteil des Abendmahls zuerst feiern, dann folgt das Essen, am Schluss („Nach dem Abendmahl“) folgt der Kelch.“ Die Predigt soll eine „geistliche Tischrede“ sein.

## Tischmesse
In der römisch-katholischen Kirche wird gelegentlich eine heilige Messe im Kreis einer kleinen Gruppe, die an Tischen sitzend gefeiert wird, als Tischmesse bezeichnet. Solche Formen der Messfeier waren nach der Liturgiereform des Zweiten Vatikanischen Konzils möglich geworden und werden im Bereich der kirchlichen Jugend- und Seniorenarbeit, bei Haus- und Gruppenmessen seit den 1960er-Jahren erprobt und praktiziert. Das erneuerte Kirchenrecht von 1983 (canon 932) gestattet die Feier der Messe außerhalb eines „geheiligten Ortes“, wenn in einem besonderen Fall zwingende Umstände es erfordern; dazu kann ein geeigneter Tisch verwendet werden, der mit Altartuch und Korporale bedeckt wird.